# Pra Sempre Cazuza
Pra Sempre Cazuza é o primeiro e único DVD do cantor brasileiro Cazuza em carreira solo, lançado em 2008 pela Universal Music. O DVD inclui dois especiais exibidos pela TV Globo: Mixto Quente, gravado em 1985 na Praia do Pepino; e Uma Prova de Amor, gravado em 1988 no Teatro Fênix, no Rio de Janeiro.
O DVD traz como material bônus, dois videoclipes ("O Mundo é Um Moinho" e "Faz Parte do Meu Show") e depoimentos e entrevistas com o próprio Cazuza, Ney Matogrosso, Sandra de Sá e Simone.
Foi certificado com Disco de Ouro no Brasil pelas mais de 25 mil cópias vendidas no país, comprovados pela Pro-Música Brasil.

## Faixas

### Mixto Quente
| N.º | Título                     | Duração |  |
| 1.  | "Exagerado"                |         |  |
| 2.  | "Medieval II"              |         |  |
| 3.  | "Por Que a Gente é Assim?" |         |  |

### Uma Prova de Amor
| N.º | Título                                                                                                | Duração |  |
| 4.  | "Vida Louca Vida"                                                                                     |         |  |
| 5.  | "Boas Novas"                                                                                          |         |  |
| 6.  | "Ideologia" (feat. Frejat)                                                                            |         |  |
| 7.  | "O Nosso Amor a Gente Inventa (Estória Romântica)"                                                    |         |  |
| 8.  | "Blues da Piedade" (feat. Frejat e Sandra de Sá)                                                      |         |  |
| 9.  | "Faz Parte do Meu Show"                                                                               |         |  |
| 10. | "Todo Amor Que Houver Nessa Vida" (feat. Caetano Veloso, Gal Costa, Leila Pinheiro e Olivia Byington) |         |  |
| 11. | "Codinome Beija-Flor" (feat. Simone)                                                                  |         |  |
| 12. | "Preciso Dizer Que Te Amo"                                                                            |         |  |
| 13. | "Só as Mães São Felizes"                                                                              |         |  |
| 14. | "O Tempo Não Para"                                                                                    |         |  |
| 15. | "Bete Balanço" (feat. Frejat)                                                                         |         |  |
| 16. | "Um Trem para as Estrelas" (feat. Gilberto Gil)                                                       |         |  |
| 17. | "Brasil" (feat. Gal Costa)                                                                            |         |  |

### Extras
- Videoclipes: "O Mundo é Um Moinho" e "Faz Parte do Meu Show"
- Depoimentos e entrevistas com Cazuza, Ney Matogrosso, Sandra de Sá e Simone